# عزیزالله خوشوقت
عزیزالله خوشوقت (۱۰ مهر ۱۳۰۵ – ۲ اسفند ۱۳۹۱) مجتهد، از روحانیون شیعه معاصر بود. او در حکمت و عرفان از شاگردان سیدمحمدحسین طباطبایی و در فقه از شاگران سیدحسین بروجردی و سیدروح‌الله خمینی بود. او همچنین سال‌ها امام جماعت مسجد امام حسن مجتبی واقع در سه‌راه طالقانی تهران بالاتر از (پیچ شمیران) بود. او در اوایل انقلاب ۱۳۵۷ ایران برای مدتی کوتاه نمایندهٔ ویژه سیدروح‌الله خمینی در شورای عالی انقلاب فرهنگی بود.
زندگی‌نامهٔ وی، با عنوانِ درّ مکنون علّامه طباطبایی، وی را زادهٔ تهران و نامِ دقیقش را «عزیز» ذکر کرده است.

## زندگی
عزیزالله خوشوقت در ماه رجب سال ۱۳۰۵ در شهر بادکوبه (باکو) متولد شد. پدر و مادر او اهل زنجان بودند اما مدتی را به سبب ناامنی‌های موجود در منطقه، به باکو مهاجرت کردند و او (عزیز) به‌عنوان دومین فرزند در آن‌جا متولد شد. این روحانی فعال، بعد از تحصیل در دبیرستان، روی به‌ علوم حوزوی آورد و بعد از پنج سال تحصیل در مسجد لرزاده (حوزه علمیه تهران) به شهر قم رفت. وی بعد از درس حوزه به تهران برگشت و هنگامی که ۳۳ سال داشت ازدواج کرد که در نتیجهٔ این ازدواج، صاحب دو پسر و چهار دختر شد. وی نهایتاً در ۲ اسفند ۱۳۹۱ در شهر مکه به سبب بیماری درگذشت.

## در سیاست
خوشوقت در دوران ریاست‌جمهوری محمود احمدی‌نژاد از حامیان وی بود. در انتخابات شوراهای شهر و روستا ۱۳۸۵ از رایحهٔ خوش خدمت، فهرست طرفداران احمدی‌نژاد، حمایت کرد و در انتخابات ریاست‌جمهوری ۱۳۸۸ هم رأی دادن به احمدی‌نژاد را «ادامهٔ راه شهدا» توصیف کرده بود. از او در کنار مجتبی تهرانی و محمدتقی مصباح یزدی، به‌عنوان یکی از سه نظریه‌پردازی یاد شده که دیدگاه‌هایشان در عرصه‌های گوناگون در ایران تأثیرگذار بوده‌است.
پس از رخدادهای پس از انتخابات ۱۳۸۸ ایران، خوشوقت در گفتگو با خبرگزاری تسنیم، وابسته به سپاه پاسداران، رهبران معترضان به انتخابات را «کافر و مرتد» خواند:
باید بر روی فتنه‌گران خط قرمز کشید. فتنه ۸۸ تطهیر نمی‌شود. فتنه‌گران کافر و مرتدند و تطهیر نمی‌شوند.
خوشوقت پس از انتشار این خبر، اظهارنظر کرد که او این مطلب را در مصاحبه‌ای رسمی بیان نکرده و منظور وی از «کفر و ارتداد آن‌ها، ناسپاسی و برگشتن از نعمت انقلاب و نظام اسلامی بوده».
محمدحسین خوشوقت فرزند ارشد وی و مدیر مسئول سایت اصلاح طلب فرارو گفت که وی از اواسط دوره دوم ریاست جمهوری احمدی‌نژاد از اقدامات او ناراضی بوده‌ است و معتقد بود  احمدی‌نژاد عوض نشده، بلکه «من برداشتم این است که ایشان از اول همین بود و ما فریب خوردیم.»

## هشدار دربارهٔ زلزله در تهران
در فروردین سال ۱۳۸۹ نام خوشوقت در جریان هشدارهای رییس‌جمهور و برخی روحانیون بلندپایهٔ ایرانی در مورد وقوع زلزله در تهران در رسانه‌های ملی و بین‌المللی مطرح شد. پس از آن‌که خوشوقت در جلسه موعظهٔ خود در مسجد امام حسن مجتبی از تقویت احتمال وقوع زلزله به دلیل افزایش گناه سخن گفت و مردم را به توبهٔ دسته‌جمعی و خروج از شهر تهران دعوت کرد. احمدی‌نژاد رییس‌جمهور ایران در سخنرانی معروفی خواستار خروج حداقل ۵ میلیون نفر از تهران شد و در اشارهٔ آشکاری به خوشوقت گفت: «یکی از علمای بزرگ تهران به من پیغام داد که از مردم بخواهم مراقب باشند و ضمن پرهیز از گناه، برای دوری از بلا دعا کنند.» پس از آن کاظم صدیقی و احمد جنتی نیز در نماز جمعهٔ تهران نسبت به وقوع زلزله هشدار دادند.
البته خوشوقت تعیین وقت دقیق زلزله را تکذیب کرده بود، ولی هشدار وی تا آن‌جا جدی گرفته شد که برخی از شاگردان وی مقدمات مهاجرت به شهرهای دیگر ایران را فراهم کنند.
فرزند وی نیز تأکید دارد وی وقوع زلزله را پیش‌بینی نکرده‌است و گفته‌است که «من پیش‌بینی زلزله نکردم. زلزله را کسی نمی‌تواند پیش‌بینی کند؛ و چون گناه دارد در جامعه شایع می‌شود باید نگران بود… این ادعای احمدی‌نژاد خیلی بد بود. این بازی با اعتقادات مردم است. ان شاالله که آقای احمدی‌نژاد از روی جهل این حرف‌ها را زده‌است.»

## دیدگاه در مسایل تاریخی
در زمستان سال ۱۳۹۱ شبکه یک برنامه‌ای را پخش کرد که خوش‌وقت در پاسخ به قسمتی از سؤالی که نظر وی را در مورد رقیه بنت حسین پرسیده بود، یکی از احتمالات را گفته بود که رقیه فرزند حسین بن علی نیست؛ بلکه فرزند یکی از کشتگان کربلا بوده‌است. البته وی سپس اعلام داشت: «بنده منظورم این بود که بعضی که ایشان را دختر امام نمی‌دانند، شاید ایشان را یکی از اصحاب سیدالشهدا بدانند.»

## خانواده
وی از خویشاوندان نزدیک سیدعلی خامنه‌ای رهبر ایران بود. دختر وی با سیدمصطفی خامنه‌ای، یکی از پسران رهبر جمهوری اسلامی ازدواج کرده‌است.
دختر او همسر سعید حدادیان از مداح های وابسته به حاکمیت جمهوری اسلامی و نزدیک به رهبر ایران است.
فرزند ارشد وی محمدحسین خوشوقت معاون مطبوعات خارجی در دولت سیدمحمد خاتمی بود که در جریان بازداشت و مرگ زهرا کاظمی خبرنگار ایرانی-کانادایی در برابر خواسته‌های سعید مرتضوی مقاومت کرد و با وجود تهدید مرتضوی مبنی بر متهم کردن او به معاونت در جاسوسی، حاضر به تأیید جاسوس بودن زهرا کاظمی نشد. او دربارهٔ مرتضوی معتقد است:
وقتی دادستان پایتخت جمهوری اسلامی ایران، چنین فردی … باشد، این نشان‌دهندهٔ یک بیماری جدی در سیستم است؛ سیستمی که ایشان را تا این حد بالا می‌کشد، از مشکل و نقصی جدی برخوردار است که باید مرتفع شود. وجود آدم‌های مسئله‌دار و فاسد در یک سیستم نشان‌دهندهٔ وجود یک بیماری در سیستم است که اگر درمان نشود و جلوی پیشرفت آن گرفته نشود می‌تواند سیستم را نابود کند. آقای مرتضوی به خاطر وحشتی که در دل‌ها ایجاد کرده بود تصور می‌کرد که من در برابر او نخواهم ایستاد؛ اما این بار اشتباه کرده بود… خیلی کمتر از مقام و منصبش بود؛ اختیاراتش بسیار زیاد بود ولی تقوا و توانایی‌های ذاتی و اخلاقی او سبب سقوط و تباهی‌اش شد.
مقاومت وی مانع از آن شد که مرتضوی وزارت اطلاعات را نیز در جریان مرگ زهرا کاظمی مقصر جلوه دهد.

## درگذشت
در ۲ اسفند ۱۳۹۱، او در سفر حج به‌دلیل عارضهٔ تنفسی در بیمارستان ملک فیصل شهر مکه در سن ۸۶ سالگی درگذشت. در نهایت، عزیزالله خوشوقت در حرم عبدالعظیم حسنی- در شهرری -دفن شد.